# Real (Valence)
Real (en valencien et en castillan), anciennement Real de Montroi (en valencien) et Real de Montroy (en castillan), est une commune de la province de Valence, dans la Communauté valencienne, en Espagne. Elle est située dans la comarque de la Ribera Alta et dans la zone à prédominance linguistique valencienne. Sa population s'élevait à 2 330 habitants en 2013.

## Géographie

Localisation de Real
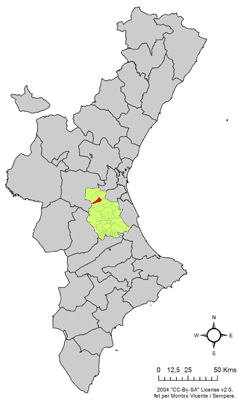
dans la Communauté valencienne.
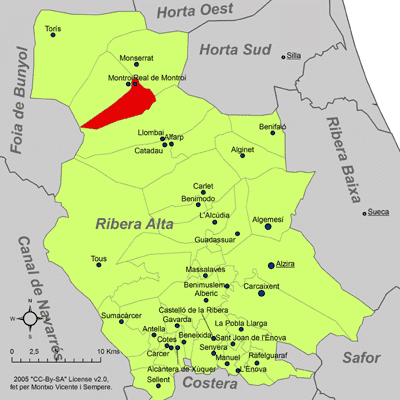
dans la comarque de la Ribera Alta.

### Localités limitrophes
Le territoire communal de Real est voisin de celui des communes suivantes : Dos Aguas, Llombai, Montserrat et Montroi, toutes situées dans la province de Valence.

## Démographie
| 1990  | 1992  | 1994  | 1996  | 1998  | 2000  | 2002  | 2004  | 2005  | 2007  | 2009  |
| ----- | ----- | ----- | ----- | ----- | ----- | ----- | ----- | ----- | ----- | ----- |
| 1.848 | 1.830 | 1.853 | 1.843 | 1.814 | 1.798 | 1.725 | 2.031 | 2.114 | 2.150 | 2.329 |

### Sources
- (es) Cet article est partiellement ou en totalité issu de l’article de Wikipédia en espagnol intitulé « Real (Valencia) » (voir la liste des auteurs).